# Rezerwat przyrody Wronie
Rezerwat przyrody Wronie – leśny rezerwat przyrody w gminie Ryńsk, w powiecie wąbrzeskim, w województwie kujawsko-pomorskim.
Zajmuje powierzchnię 68,74 ha. Został powołany Zarządzeniem Ministra Leśnictwa i Przemysłu Drzewnego z 11 października 1978 roku (M.P. z 1978 r. nr 33, poz. 126, § 11). Według aktu powołującego, celem ochrony rezerwatu jest zachowanie fragmentu buczyny pomorskiej przy północno-wschodniej granicy zasięgu buka.
Rezerwat posiada plan ochrony zatwierdzony w 2016 roku. Według tego planu cały obszar rezerwatu podlega ochronie czynnej.